# Propanol
Propanol, propylalkohol, är en alkohol med 3 kolatomer och formeln C3H7OH.
Propanol kan blandas med vatten i alla proportioner.
Det finns två isomerer av propanol. Den som beskrivs här har hydroxigruppen på första eller sista kolatomen, medan den andra har den på den mittersta kolatomen (isopropanol).

## Framställning
Propanol är en av beståndsdelarna i finkelolja, en biprodukt som bildas av vissa aminosyror vid jäsning av alkohol. Industriellt framställs propanol i en tvåstegsprocess av etylen, kolmonoxid och vätgas
1.  {\displaystyle {\rm {H_{2}CCH_{2}+CO+H_{2}\rightarrow CH_{3}CH_{2}CHO}}}
2.  {\displaystyle {\rm {CH_{3}CH_{2}CHO+H_{2}\rightarrow CH_{3}CH_{2}CH_{2}OH}}}

## Användning
Används som lösningsmedel i bland annat nagellack.